# Lundadepån

Lundadepån är en av Storstockholms Lokaltrafiks bussdepåer, belägen i stadsdelen Lunda i Västerort inom Stockholms kommun. Depån är uppdelad på två fastigheter, kvarteret Skebo 8 och kvarteret Domnarvet 5. Här finns uppställning för 75 bussar samt verkstads-, personal- och kontorsbyggnader. Anläggningen togs i bruk 2009.
Busstrafiken som utgår från Lundadepån körs sedan hösten 2012 av Arriva på uppdrag av Storstockholms Lokaltrafik.
Sedan augusti 2024 körs busstrafiken av Keolis Sverige AB på uppdrag av Storstockholms Lokaltrafik.